# أويغست أم ألبيس
أويغست أم ألبيس (بالألمانية: Aeugst am Albis) هي بلدية ضمن مقاطعة أفولتن في كانتون زيورخ بسويسرا. تبلغ مساحتها 7.87 كيلومتر مربع، ويقدر عدد سكانها بـ 1941 نسمة (حسب تعداد ديسمبر 2017).